# Olympische Sommerspiele 2024/Teilnehmer (Elfenbeinküste)
| Gelbes Symbol für Goldmedaillen mit stilisierten Olympischen Ringen | Graues Symbol für Silbermedaillen mit stilisierten Olympischen Ringen | Braundes Symbol für Bronzemedaillen mit stilisierten Olympischen Ringen |
| ------------------------------------------------------------------- | --------------------------------------------------------------------- | ----------------------------------------------------------------------- |
| —                                                                   | —                                                                     | 1                                                                       |

Die Elfenbeinküste nahm an den Olympischen Spielen 2024 vom 26. Juli bis zum 11. August 2024 in Paris mit 13 Athleten (4 Männer, 9 Frauen) teil. Es war die insgesamt 15. Teilnahme an Olympischen Sommerspielen.

## Medaillen

### Medaillenspiegel
| Rang   | Sportart  | Gold | Silber | Bronze | Gesamt |
| ------ | --------- | ---- | ------ | ------ | ------ |
| 1      | Taekwondo | –    | –      | 1      | 1      |
| Gesamt | Gesamt    | 0    | 0      | 1      | 1      |

### Medaillengewinner
| Name/n              | Sportart  | Wettkampf         |
| ------------------- | --------- | ----------------- |
| Bronze              |           |                   |
| Cheick Sallah Cissé | Taekwondo | Klasse über 80 kg |

## Teilnehmer nach Sportarten

### Fechten
Als beste afrikanische Florettfechterin der Qualifikationsrangliste, deren Mannschaft nicht in Paris dabei war, qualifizierte sich Maxine Esteban für die Olympischen Spiele. Durch seinen Sieg beim afrikanischen Qualifikationsturnier in Algier erhielt auch Jérémy Keryhuel einen Startplatz.
| Athleten        | Wettbewerb     | 1. Runde | 1. Runde | 2. Runde     | 2. Runde | Achtelfinale  | Achtelfinale  | Viertelfinale | Viertelfinale | Halbfinale / Klassifikation | Halbfinale / Klassifikation | Finale / Platzierung | Finale / Platzierung | Rang |
| Athleten        | Wettbewerb     | Gegner   | Ergebnis | Gegner       | Ergebnis | Gegner        | Ergebnis      | Gegner        | Ergebnis      | Gegner                      | Ergebnis                    | Gegner               | Ergebnis             | Rang |
| --------------- | -------------- | -------- | -------- | ------------ | -------- | ------------- | ------------- | ------------- | ------------- | --------------------------- | --------------------------- | -------------------- | -------------------- | ---- |
| Frauen          |                |          |          |              |          |               |               |               |               |                             |                             |                      |                      |      |
| Maxine Esteban  | Florett Einzel | Freilos  | Freilos  | P. Ranvier   | 7:15     | ausgeschieden | ausgeschieden | ausgeschieden | ausgeschieden | ausgeschieden               | ausgeschieden               | ausgeschieden        | ausgeschieden        | 23   |
| Männer          |                |          |          |              |          |               |               |               |               |                             |                             |                      |                      |      |
| Jérémy Keryhuel | Florett Einzel | Freilos  | Freilos  | A. Massialas | 3:15     | ausgeschieden | ausgeschieden | ausgeschieden | ausgeschieden | ausgeschieden               | ausgeschieden               | ausgeschieden        | ausgeschieden        | 26   |

### Judo
Über die IJF-Weltrangliste konnte sich eine Judoka von der Elfenbeinküste im Leichtgewicht der Frauen qualifizieren.
| Athleten                 | Wettbewerb       | 1. Runde   | 1. Runde | 2. Runde | 2. Runde | Achtelfinale  | Achtelfinale  | Viertelfinale | Viertelfinale | Halbfinale / Trostrunde | Halbfinale / Trostrunde | Finale / Platz 3 | Finale / Platz 3 | Rang |
| Athleten                 | Wettbewerb       | Gegner     | Ergebnis | Gegner   | Ergebnis | Gegner        | Ergebnis      | Gegner        | Ergebnis      | Gegner                  | Ergebnis                | Gegner           | Ergebnis         | Rang |
| ------------------------ | ---------------- | ---------- | -------- | -------- | -------- | ------------- | ------------- | ------------- | ------------- | ----------------------- | ----------------------- | ---------------- | ---------------- | ---- |
| Frauen                   |                  |            |          |          |          |               |               |               |               |                         |                         |                  |                  |      |
| Zouleiha Abzetta Dabonne | Klasse bis 57 kg | S. Aminova | 0s3:10s1 | —        | —        | ausgeschieden | ausgeschieden | ausgeschieden | ausgeschieden | ausgeschieden           | ausgeschieden           | ausgeschieden    | ausgeschieden    | 17   |

### Leichtathletik
Drei ivorische Leichtathletinnen hatten die Olympianormen des Weltverbandes erreicht. Zudem qualifizierte sich bei den World Athletics Relays 2024 die 4 × 100 m-Staffel der Frauen.
Laufen und Gehen
| Athleten                                                                               | Wettbewerb | Vorlauf | Vorlauf | Hoffnungslauf | Hoffnungslauf | Halbfinale    | Halbfinale    | Finale        | Finale        | Rang          |
| Athleten                                                                               | Wettbewerb | Zeit    | Rang    | Zeit          | Rang          | Zeit          | Rang          | Zeit          | Rang          | Rang          |
| -------------------------------------------------------------------------------------- | ---------- | ------- | ------- | ------------- | ------------- | ------------- | ------------- | ------------- | ------------- | ------------- |
| Männer                                                                                 |            |         |         |               |               |               |               |               |               |               |
| Arthur Cissé                                                                           | 100 m      | 10,31 s | 5       | —             | —             | ausgeschieden | ausgeschieden | ausgeschieden | ausgeschieden | ausgeschieden |
| Cheickna Traoré                                                                        | 200 m      | 20,54 s | 6       | DNS           | DNS           | ausgeschieden | ausgeschieden | ausgeschieden | ausgeschieden | ausgeschieden |
| Frauen                                                                                 |            |         |         |               |               |               |               |               |               |               |
| Maboundou Koné                                                                         | 100 m      | 11,17 s | 4       | —             | —             | ausgeschieden | ausgeschieden | ausgeschieden | ausgeschieden | ausgeschieden |
| Maboundou Koné                                                                         | 200 m      | 22,87 s | 4       | 22,89 s       | 1             | 22,65 s       | 5             | ausgeschieden | ausgeschieden | ausgeschieden |
| Marie-Josée Ta Lou-Smith                                                               | 100 m      | 10,81 s | 1       | —             | —             | 11,01 s       | 2             | 13,84 s       | 8             | 8             |
| Marie-Josée Ta Lou-Smith                                                               | 200 m      | DNS     | DNS     | DNS           | DNS           | DNS           | DNS           | DNS           | DNS           | DNS           |
| Jessika Gbai                                                                           | 200 m      | 22,61 s | 2       | ―             | ―             | 22,36 s       | 3             | 22,70 s       | 8             | 8             |
| Murielle Ahouré-Demps Jessika Gbai Maboundou Koné Marie-Josée Ta Lou-Smith Whitney Tie | 4 × 100 m  | DSQ     | DSQ     | —             | —             | —             | —             | ausgeschieden | ausgeschieden | ausgeschieden |

### Taekwondo
Zwei ivorische Sportler konnten sich über die olympische Rangliste qualifizieren. Astan Bathily erkämpfte sich ihren Startplatz beim afrikanischen Qualifikationsturnier in Dakar.
| Athleten            | Wettbewerb        | Achtelfinale      | Achtelfinale | Viertelfinale | Viertelfinale | Hoffnungsrunde Halbfinale | Hoffnungsrunde Halbfinale | Halbfinale    | Halbfinale    | Hoffnungsrunde Finale | Hoffnungsrunde Finale | Finale        | Finale        | Rang   |
| Athleten            | Wettbewerb        | Gegner            | Ergebnis     | Gegner        | Ergebnis      | Gegner                    | Ergebnis                  | Gegner        | Ergebnis      | Gegner                | Ergebnis              | Gegner        | Ergebnis      | Rang   |
| ------------------- | ----------------- | ----------------- | ------------ | ------------- | ------------- | ------------------------- | ------------------------- | ------------- | ------------- | --------------------- | --------------------- | ------------- | ------------- | ------ |
| Frauen              |                   |                   |              |               |               |                           |                           |               |               |                       |                       |               |               |        |
| Ruth Gbagbi         | Klasse bis 67 kg  | V. Márton         | 1:2          | ausgeschieden | ausgeschieden | K. Teachout               | 1:2                       | ausgeschieden | ausgeschieden | ausgeschieden         | ausgeschieden         | ausgeschieden | ausgeschieden | 7      |
| Astan Bathily       | Klasse über 67 kg | S. Osipova        | 1:2          | ausgeschieden | ausgeschieden | R. McGowan                | 0:2                       | ausgeschieden | ausgeschieden | ausgeschieden         | ausgeschieden         | ausgeschieden | ausgeschieden | 7      |
| Männer              |                   |                   |              |               |               |                           |                           |               |               |                       |                       |               |               |        |
| Cheick Sallah Cissé | Klasse über 80 kg | K. Mehdipournejad | 2:0          | J. Healy      | 2:0           | ―                         | ―                         | C. Cunningham | 1:2           | C. Sansores           | 2:1                   | ausgeschieden | ausgeschieden | Bronze |